# Zwiebel (Heraldik)

Kranich mit einer goldenen Zwiebel am Lauch im Schnabel (finnische Gemeinde Tervola)

Die Zwiebel, eine Gemüsepflanze, ist in der Heraldik eine gemeine Wappenfigur. 
Dargestellt wird die Zwiebel(-knolle), oft mit dem Lauch, im Wappenschild und ist in den bekannten heraldischen Tinkturen möglich. Ob im Wappenschild die sogenannte Haushaltszwiebel ist, sollte die Blasonierung klären. Die Ähnlichkeit mit Blumenzwiebeln oder mit dem Lauch (Porree) erschwert die Erkennung im Wappen. Auch besteht Ähnlichkeit zum Knoblauch oder Ackerknoblauch, hier ist darauf zu achten, ob nicht Knoblauch dargestellt ist.

Neuenhagen bei Berlin
Zeiskam, Teil der Verbandsgemeinde Bellheim